# خالد المسقطي

خالد حسين المسقطي (مواليد 23 يناير 1959

) رجل أعمال وسياسي بحريني. يشغل حاليا عضوية مجلس الشورى منذ 2002.

## السيرة
ولد المسقطي في العاصمة المنامة في 23 يناير 1959. حصل على بكالوريوس إدارة الأعمال تخصص الإدارة الصناعية من جامعة تكساس الأمريكية عام 1979 بدرجة امتياز.
اتجه للعمل في القطاع الخاص حيث أصبح نائب رئيس مجلس إدارة مجموعة المسقطي إخوان وشركاهم وعضو مجالس إدارات: مجموعة حسين مهدي المسقطي وأولاده وشركة خدمات المسقطي التجارية وإدارة معهد البحرين للتدريب ولجنة كفالة الأيتام التابعة للديوان الملكي والشركة العامة للتجارة وصناعة الأغذية ومصنع البحرين للمياه ومؤسسة نقد البحرين (مصرف البحرين المركزي حاليا) وشركة اتحاد الخليج للتأمين وإعادة التأمين والعضو المنتدب للشركة المتحدة لصناعة الورق. تم تعيينه عضوا في مجلس الشورى من 1996 إلى 2000 ثم من 2002 حتى الآن.

## التكريم
- وسام عيسى بن سلمان آل خليفة.